# ディアフィールド奇襲
ディアフィールド奇襲（ディアフィールドきしゅう、Raid on Deerfield）は、アン女王戦争中の1704年2月29日、ジャン＝バティスト・エルテ・ド・ルーヴィユ率いるフランスとインディアンの部隊が、マサチューセッツ湾植民地ディアフィールドの、イングランド系住民の村を夜明け前に襲って、一部を焼き、56人の住民を殺害した殺人事件である。
フランスと、インディアンの諸部族から成る部隊には、約300人のポコムトゥク族もいた。彼らはかつてディアフィールドに住んでいた。奇襲部隊の隊員構成があまりにも多岐にわたっていたため、村には侵入したものの、奇襲達成とまでは行かなかった。防御を固めた家の人々は、援軍が来るまで侵入者たちを寄せ付けなかった。100人以上の人々が捕虜となり、村の4割の家が破壊された。
この事件は、アメリカ開拓の物語の一部として不屈のものとなった。主に、捕虜の一人で、ジョン・ウィリアムズ牧師の証言によるところが大きい。ウィリアムズと家族とは、ヌーベルフランスまで遠い道のりを歩くことを強いられ、幼い娘のユーニスは、モホーク族の家の養子となった。ユーニスはモホークの習慣を身に付け、モホーク族の男と結婚した。ウィリアムズの証言"The Redeemed Captive"（贖われし捕虜）は1707年に出版され、ニューイングランド植民地で好評を博した。

## 奇襲に至るまで
現在のマサチューセッツ州を流れているコネチカット川中流の流域に、ヨーロッパからの入植者が定住しはじめたころ、この地域はアルゴンキン族の一派、ポコムトゥク族が住んでいた。現在のマサチューセッツ州ディアフィールドに当たる地域である 。1660年代の初期、ポコムトゥク族は、好戦的なモホーク族との戦いによって散り散りになり、1665年に、マサチューセッツの東にあるデダムの人々が、ここの土地を支給され、法的に適正かどうか、あやふやではあったものの、様々なポコムトゥク族の人々から土地の権利を手に入れた。この村は、当初はポコムトゥクと呼ばれていたが、後にディアフィールドという名前になり、1670年代のはじめごろにはこの名が定着した。

### ディアフィールド

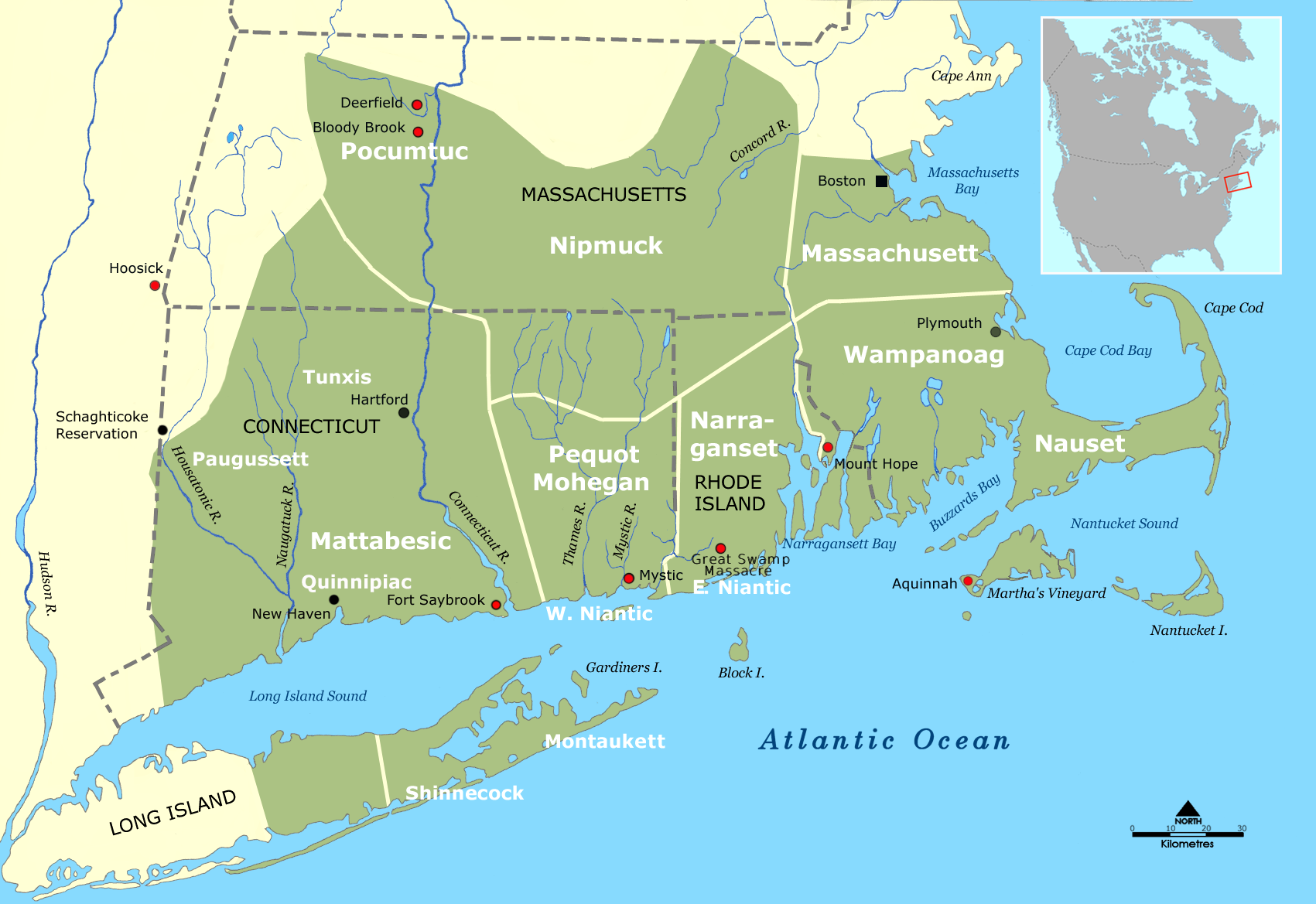
1600年ごろの、ニューイングランド南部におけるインディアン諸部族の領域。左上のディアフィールドと、フィリップ王戦争の戦場となった入植地に赤丸がつけられている。

1675年には、ディアフィールドは200人ほどの人口となっていた。この年、ニューイングランド南部の、入植者とインディアンとの間で起こった戦闘がもとで戦争が勃発した、現在はフィリップ王戦争として知られる戦争である。この戦争はニューイングランド植民地全土を巻き込み、入植地が破壊され、あるいはインディアン部族の激しい減少そして和解という結果を生み出した。 

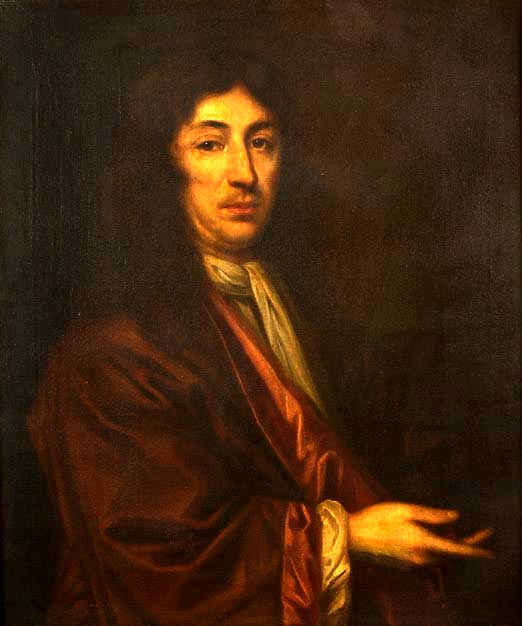
マサチューセッツ湾植民地ダドリー総督

ディアフィールドは、イングランド系住民の居住地の端の比較的孤立した所にあり、1675年の9月に、一連の組織だった攻撃で、村の大人の男の約半数が戦死した。後にブラッディ・ブルックの戦いと呼ばれるこの戦闘がもとで、人びとが村を立ち退いて行った。他にもコネチカット川に沿って、イングランドからの入植者が置き去りにした村がいくつかあり、そういう場所は、一時期、敵対する同士のインディアンが再び占領していた 。入植者たちは再び結集し、1676年に、殆どが入植者による軍で、ペスケオムプスカット（Peskeompscut）と呼ばれていた場所の、インディアンの宿営を襲って虐殺した。この場所は今はターナーズ・フォールズと呼ばれている。この戦いで殺されたイングランド系住民の指導者、ウィリアム・ターナーにちなむものである。
モホーク族による襲撃が進む中、他のインディアンの部族は、北のヌーベルフランスや、西への退却を余儀なくされた。西へ退却した部族は、ニューヨーク植民地当局とある種の和平を築いた。ウィリアム王戦争中（1688年－1697年）ディアフィールドは大規模な攻撃の標的とはされなかったが、村人のうち12人が、一連の待ち伏せや小さなもめごとの犠牲になった。ポコムトゥクは友好的といわれた部族だったが、この地域を去り、他の辺境地帯への攻撃に参加して、奇襲を働くようになったと考えられている。
1703年、アン女王戦争の勃発とともに、現在のメイン州南部の辺境地帯への攻撃が起こり、ディアフィールドの住民は再び警戒態勢に入った。ウィリアム王戦争の時に作られた、町の防御柵が、修復され、拡張された 。この年の8月、地元の民兵隊の指揮官が、「毎時コネチカット川沿いの防御柵に攻撃を仕掛けている」「カナダからのフランスとインディアン部隊」の情報を得た後、民兵を招集した。その後すぐは何も起こらなかったが、10月に、柵の外の牧草地で2人の男が拉致された。兵たちはこの攻撃に応じて町の守りについたが、冬の到来とともに帰宅した。冬に戦闘が起こるとは考えていなかったからだ。
他の町への小規模な襲撃が起こったため、マサチューセッツ湾総督のジョセフ・ダドリーは、2月に20人の民兵をディアフィールドに駐屯させた。この兵たちは、他の町で最低限の訓練を受けただけで、24日までに到着し、28日の夜に、町の防御柵の中に、多少狭苦しい避難用の住居を建てた。民兵に加え、70人ほどの、徴兵年齢の住民が召集された。彼らを指揮するのは、大尉のジョナサン・ウエルズだった。

### 奇襲部隊の組織

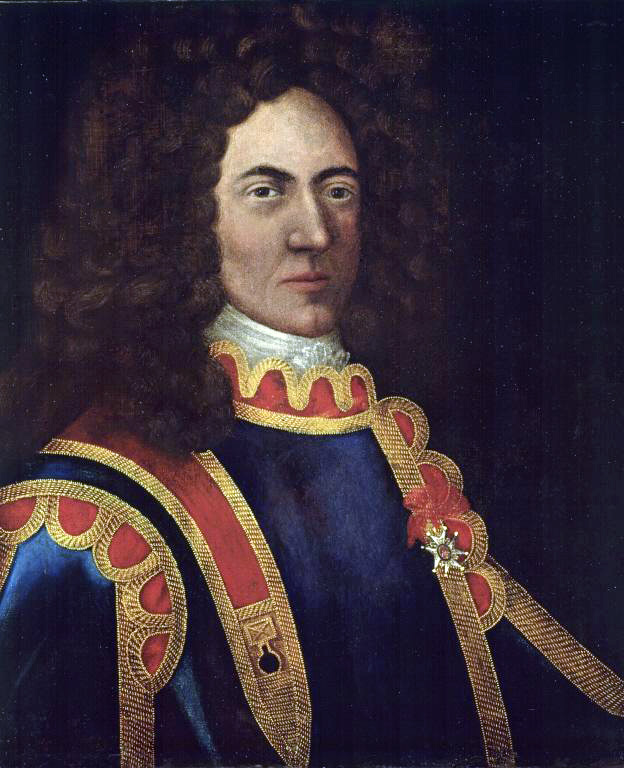
ジャン＝バティスト・エルテ・ド・ルーヴィユ

コネチカット川流域は、早くも1702年には、ヌーベルフランス当局による襲撃の可能性があると特定されていた 。奇襲軍は、早くても1703年5月には、モントリオールの近くに集まりはじめていた、それはイングランドの機密情報の報告書に正確に記載されており、信用が置けるものだった。しかし、襲撃の実行までに2つの事件があったため、実行が遅れていた。最初の事件は、セントローレンス川のイングランドの艦隊からの防御のために、ケベックはインディアンを集めて大軍を作ろうとしているというもので、これは噂にすぎなかった。2番目は、イングランド相手にいくつかの分権隊を送り込むもので、これにはまさに、奇襲の首謀者であるジャン＝バティスト・エルテ・ド・ルーヴィユが含まれていた。ルーヴィユは、メインでの奇襲でも指揮を執っており、その中にはウエルズの奇襲もあった。これにより、ディアフィールドの危機感が高まった。ルーヴィユは秋になってから、モントリオールに戻って来た。
奇襲部隊は、モントリオールのすぐ南のシャンブリに集まった。その数約250人で、顔ぶれは様々だった。フランス人が48人いた。うち何名かは民兵、それ以外は海兵隊からの徴集で、ルーヴィユの兄弟4人もその中にいた。指揮を執るのは、何人かの、20年以上もの野戦経験がある者たちだった。インディアン兵は、200人のアベナキ族、イロコイ族、ワイアンドット族、そしてポコムトゥク族をはじめとした派遣団で、かつての小競り合いの仕返しを企んでいる者もいた。別に、30から40人のペナクック族が、族長ワッタヌモン（Wattanummon）に率いられていた。この部族は1704年の1月から2月にかけ、ディアフィールドの南に移動しており、規模を300人近くにまで増やしてから、2月の終わりにディアフィールドに戻ったのだった。
奇襲部隊の出発の秘密はきちんと守られなかった。1704年の1月、ニューヨークでインディアンの代理業を営むピーター・シュイラーは、今後起こるであろうことについて、イロコイ族から警告されていた。シュイラーはこの件を、ジョセフ・ダドリーと、コネチカット植民地総督のフィッツ＝ジョン・ウィンスロップに送った。2月半ばにはさらなる警告が2人の総督に届いたが、誰も、彼らがどこを標的にしているのか、はっきり把握していなかった。

## 奇襲

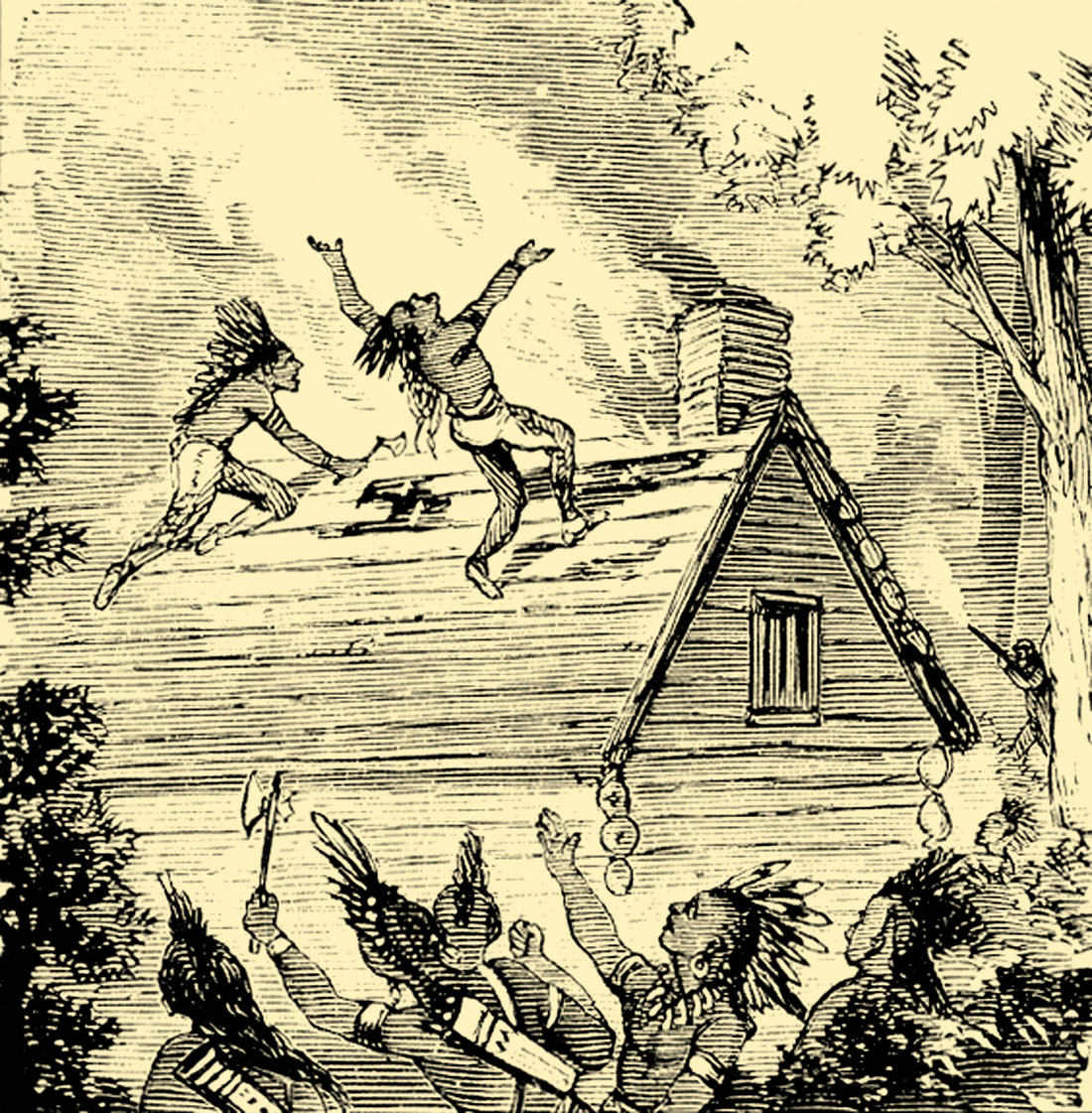
民家を襲うインディアン兵

奇襲隊は、道具と物資を、町から25-30マイル（40-48キロ）北に置き、そして、1704年2月28日、ディアフィールドから2マイル（3.2キロ）のところに野営を張った。この、奇襲には有利な場所から、住民の様子を観察しつつ夜に向けた準備を進めた。村人たちは奇襲の可能性を悟り、柵の内側に避難していた。夜哨も立っていた。
奇襲部隊は、雪が柵の上に吹きだまりになっているのに気がついた。2月29日の未明に砦に侵入するのが、これで簡単になった。彼らは用心深く村に近づき、時折立ち止まった、これで、哨兵は、本来の雪の音と、彼らの進む音との区別がつかなかったはずだ。数人が吹きだまりを踏みしめて柵に上り、北の門を開いて他の者を入れた。初期の文献では、村の哨兵が、この夜どの程度まで侵入気づいていたか、ばらつきがある。ある文献では眠り込んでいたとあり、また別のものでは、急を知らせるために銃撃したものの、他の者には聞こえなかったとある。聖職者のジョン・ウィリアムズが語ったように「恐ろしい叫びと悲鳴とが聞こえ」奇襲隊は彼らに攻撃を「激しい勢いで」開始した。
彼らの奇襲は、おそらくは予想通りには行かなかった。1690年代のシュネクタディの奇襲や、オイスター川の奇襲では（この両方に、ルーヴィユの父親が絡んでいた）奇襲部隊はすべての民家を同時に襲った。ディアフィールドでは、それはなかった。歴史家のヘイフェリやスウィーニーは、組織だった襲撃の失敗は、攻撃する側の顔ぶれが様々であったことが原因であるという説を立てている。
奇襲隊は村になだれ込み、個々の民家を襲い始めた。ウィリアムズの家は、最初に襲われたうちの1軒だった。銃が不発で、捕虜に囚われたことで彼の人生は救われた。2人の子供と使用人は殺され、残りの家族ともう一人の使用人は捕虜となった。他の家でも、似たようなことが起こっていた。ベノビ・ステビンスの家の人々は、早いうちに襲撃された内だったが、攻撃に対し、日の出まで抵抗を続けた。二軒目の、柵内の北西の隅にあった家も防御に成功できた。奇襲部隊は村じゅうを移動し、すぐ北の地域に連れて行く捕虜を集め、金目のものを奪うために家をくまなく探し、大部分の家に火を放った。
夜が明けるに連れて、奇襲部隊の何名かは、捕虜とともに北への移動を開始したが、ディアフィールドから1マイル（約1.6キロ）ほど北の地点で止まり、まだ村での仕事を終えていない者を待つことにした。ステビンズの家にいた者たちは、2時間戦闘を続け、援軍が到着した時には、殆ど降伏するばかりになっていた。奇襲が始まったばかりの時点で、年若いジョン・シェルドンがどうにか柵を乗り越えて、近くのハドリーの町まで、このことを知らせに向かった。放火された家の炎が点々と見え、そして「ハドリーから30人の男が」ディアフィールドに急行した 。彼らの到着で、村に残っていた奇襲部隊は逃げ出し、うち何人かは慌てふためいて、武器や物資を置き去りにして行った。
奇襲部隊が突如逃げ去って行ったことと、援軍の到着とが、攻囲されていた村人の意識を高めた。そして、約20人のディアフィールドの男たちが、ハドリーの30人とともに、逃走した奇襲部隊の後を追った。イングランド系住民と奇襲部隊とは、村のすぐ北の草原で小競り合いとなり、イングランド側の報告によれば「彼らの多くをそこで殺し、負傷させた」。しかしながら、この追跡は早まったものであり、ディアフィールドとハドリーの住民たちは、早めに村を離れていた奇襲部隊の待ち伏せを受ける破目になって、50人ほどの住民のうち、9人が殺され、それより数人多い人数が負傷した。待ち伏せを受けた後、彼らは村に戻り、奇襲部隊は捕虜とともに北へ向かった。

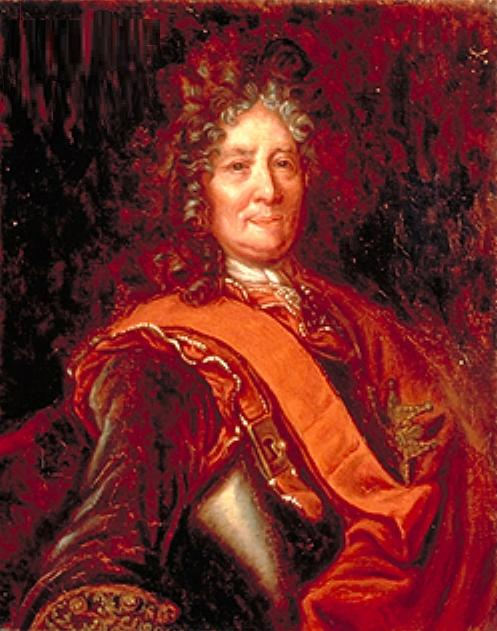
ヌーベルフランスのフィリップ・ド・リゴー・ヴォードルイユ総督

ディアフィールドの南にも奇襲の知らせが広がったため、援軍が次々に村に到着した。夜中までには、ノーサンプトンとスプリングフィールドから80人が到着し、翌日の夜までには、コネチカットから駆けつけた者たちにより、援軍は250人にまで増えた。どのような行動をとるかを話し合った後、追跡は困難で、引き合わないという結論に達した。民兵たちは、頑健な駐屯兵を村に残して帰宅した。
奇襲部隊は、村の41の家屋のうち17を壊し、それ以外の家の多くからは金目の物を盗んでいた。また、ディアフィールドの住民44人を殺していた。男10人、女9人、子供25人で、それに加え駐屯兵5人、ハドリーの住民7人である 。この中で、ディアフィールドでの犠牲者の死因は、放火に関連したもの、または鋭利な刃物や鈍器によるものだった。また彼らは、村に長く住んでいたフランス人も捕虜としていた。報告はさまざまだが、奇襲部隊は損害も受けていた。ヌーベルフランス総督のフィリップ・ド・リゴー・ヴォードルイユは、この部隊の遠征で死んだのはわずか11人、負傷は22人と報告している。この負傷者の中にはルーヴィユと彼の兄弟の一人もいた。ジョン・ウィリアムズは、捕虜となっている間に、フランス人兵士から、40人のフランス兵とインディアン兵が死んだと聞かされた。ヘイフェリとスウィーニーは、他の奇襲に比べれば、フランス兵の死傷者数が少ないのは、称賛に値すると思っている。

## 捕虜の連行と交換

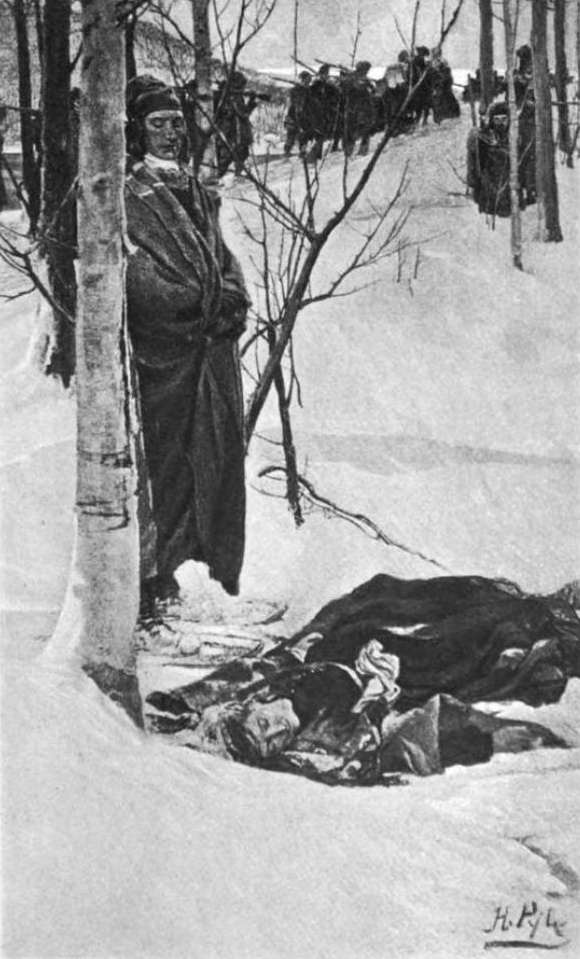
カナダへの捕虜の連行
ハワード・パイル作

109人の捕虜にとって、奇襲は苦難の始まりに過ぎなかった。奇襲部隊はカナダに戻るつもりで、真冬に300マイル（約482.8キロ）の旅を目論んだ。多くの捕虜たちは準備不十分であり、奇襲部隊が彼らに提供できるものは不足していた。その結果、彼らはいつもの悪習におよんだ。旅に耐えられないのが明らかな捕虜たちを殺したのである。捕虜のうち、この試練を乗り越えた者はわずかに89人だった。置き去りにされて死んだ者、または途中で殺された者の大部分は女と子供であった。最初の数日間で、数人の捕虜が脱走した。ルーヴィユはウィリアムズに、他の捕虜たちにこう言うよう伝えた。「脱走して再び捕えられた者は、拷問にかける」その後脱走する者はいなくなった。これはこけおどしではなかった、他の襲撃で同様のことが行われたからである 。フランスの指揮官の悩みの種は、捕虜だけではなかった。インディアンたちの間で、捕虜の処分に関して意見が合わず、時折、殴り合いにまで発展しかねない状況になった。3日目に会議が開かれ、彼らの意見の対立は十分に解決され、旅はつづけられた。
ジョン・ウィリアムズの捕虜に関する言い分によれば、ほとんどの人々が氷結したコネチカット川の上を歩いて行き、ウエルズ川を上って、ウィヌースキ川を下り、シャンプラン湖に出た。そこからシャンブリに向かい、そこで部隊は解散した。捕虜たちは、自分を捕えた者と一緒に、それぞれの村に行った 。ウィリアムズの妻のユーニスは、6週間前に出産をしたばかりで体力が落ちており、最初に旅の途中で殺された捕虜の一人となった。彼女の遺体は、ニューイングランドに取り戻され、ディアフィールドの共同墓地に埋葬し直された。

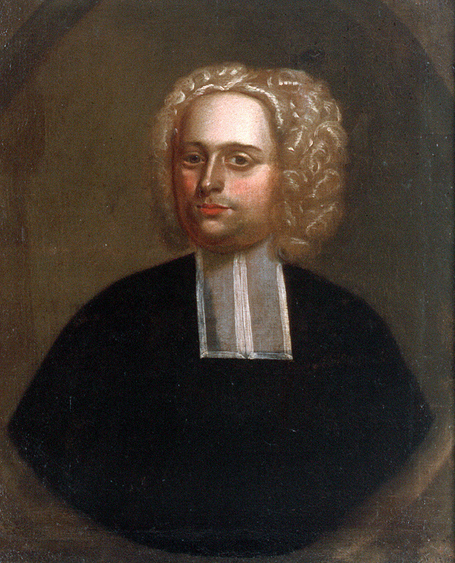
ジョン・ウィリアムズのものと伝えられる肖像画（1707年ごろ）

この奇襲は、イングランド系住民の間に恐怖感を植え付けようという、ヴォードルイユの目論見通りには行かなかった。彼らはむしろこの奇襲に怒り、ヌーベルフランスに対して、ニューイングランド北部の植民地の総督たちから、軍事行動を起こそうという声が高まった。ダドリーはこう書いている。「ケベックとポートロワイヤルを破壊し、フランス海軍の物資をすべて我らが女王陛下の手にゆだね、永遠にインディアン戦争に終止符を打つ。」 ディアフィールドとウエルズの間の辺境地帯には、2000人以上もの兵によって、防御が固められた 。そして、インディアンが剥ぐ頭皮への報奨金が、40ドルから100ドルへと、倍以上にも跳ね上がった。1704年の夏、ベンジャミン・チャーチ率いるニューイングランド軍は、ペンタグエ（現在のメイン州キャスティン）、パサマクォディ湾（現在のニューブランズウィック州セントスティーヴン）、グランプレ、ピジキ、そしてボーバサンといったアカディアの村を襲った。チャーチにより、ディアフィールドの奇襲での捕虜との交換を含む命令がなされたため、これでポートロワイヤルの砦への攻撃を行わないことが明言された。
ディアフィールドやその他の植民地では、捕虜解放の身代金のための資金を募っていた。フランス当局とヌーベルフランスの住民も、インディアンの指導者たちから捕虜を解放すべく働きかけた。1年の間に、捕虜の大部分はフランスのものとなり、辺境地帯における人身売買の商品となった。（その当時は、双方にとって、かなり一般的に行われていた） フランス人や、改宗したインディアンたちは、捕虜をカトリックに改宗させるべく働きかけ、まずまずの効果を上げていた。
しかし、捕虜の中でまだ幼い者は、身代金を払われず、インディアンの部族の養子となった。ウィリアムズの娘のユーニスは、捕虜となった当時8歳で、完全にインディアン社会に同化し、16歳でモホークの男と結婚した。それ以外の捕虜は、カナワクのように、カナダ人とインディアンが共存する集落で余生を送るべく、自らの意思で残った。
捕虜の解放と交換に向けての交渉が始まったのが1704年の末で、1706年の末まで交渉が続いた。この交渉では、捕虜と無関係なこと（たとえば、イングランドの捕虜となっているフランス兵、ピエール・メゾネ・ディ・バティストのことなど）、そして、イングランドとフランス両植民地間の中立を保つために、広範囲な条約を結ぶ可能性などの、より大きな事案で話がもつれた。ディアフィールドの住民であるジョン・シェルダン、ジョン・ウエルズにより部分的に仲裁がなされ、捕虜の何人かが、1706年の8月にボストンに戻された。政治的な理由から、捕虜の返還がうまくいくことを望んでいたダドリーは、バティストを含めたフランスの捕虜を解放した。他の捕虜で帰国を望む者は、1706年11月までにボストンに送られた。

## 伝説

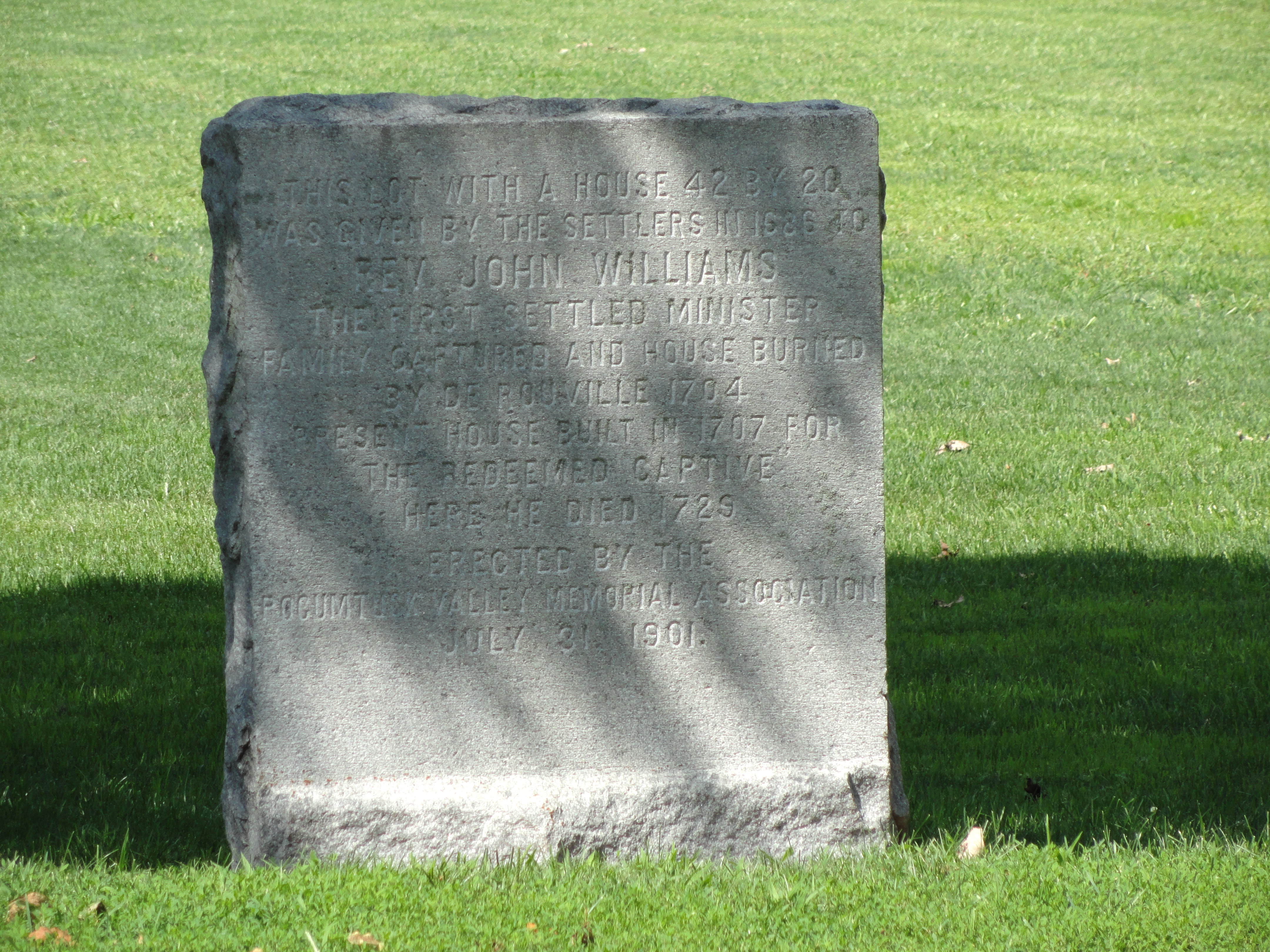
ジョン･ウィリアムズの記念碑

ジョン・ウィリアムズは、自身の捕虜体験をもとにした書籍を執筆した。これは1707年に出版された。この本は18世紀から19世紀にかけて広く流通し、現在もなお出版されている（関連書籍参照）。ウィリアムズのこの書籍は、この時の奇襲が、同時代のいずれとも違って、多くの人に記憶され、アメリカ開拓物語の一要素となる一因となった。19世紀、この奇襲は虐殺と呼ばれるようになり、この呼び方は、20世紀半ばのディアフィールドでも使われていた 。かつての村の一部が、今は歴史博物館として保存されている。当時の遺物には、奇襲の際に手斧の跡がついたドアもある。この事件の記念行事が、毎うるう年に行われている。
1875年に、この奇襲を物語るような、フランス系住民による鐘の奪還事件があった。ケベックに送られるはずだった鐘が略奪されて、ディアフィールドに売られたのである。この伝説は「殆どの小学生に向けた知っておくべき歴史」として受け継がれている。しかし、この話は、早くも1882年には異議が唱えられている。

## 関連書籍
- Demos, John (1994), The Unredeemed Captive: A Family Story from Early America, New York: Knopf, ISBN 9780394557823, OCLC 237118051
- Smith, Mary (1991) [1976], Boy Captive of Old Deerfield, Deerfield, MA: Pocumtuck Valley Memorial Association, ISBN 9780961287658, OCLC 35792763
- Williams, John; Leavitt, Joshua (ed) (1833), The Redeemed Captive: a Narrative of the Captivity, Sufferings, and Return of the Rev. John Williams, Minister of Deerfield, Massachusetts, who was taken Prisoner by the Indians on the Destruction of the Town, A.D. 1704, New York: S. W. Benedict, OCLC 35735291 A 19th century printing of Williams' narrative
- Williams, John; West, Stephen; Taylor, John (1969), The Redeemed Captive Returning to Zion: or, The Captivity and Deliverance of Rev. John Williams of Deerfield, New York: Kraus, OCLC 2643638 1969 reprint of a 1908 edition of Williams' narrative